# George Charles Keidel
George Charles Keidel  (* 1868; † 1942) war ein US-amerikanischer Romanist und Mediävist deutscher Abstammung.

## Leben und Werk
Keidel, der von deutsch-lutheranischen Einwanderern abstammte, promovierte als Schüler von Aaron Marshall Elliott an der Johns Hopkins University mit der Arbeit  (Hrsg.) The "Évangile aux femmes". An old French satire on women (Baltimore 1895, Genf 1974; Romance and other studies 1). Er war Associate Professor für romanische Sprachen an der Johns Hopkins University und arbeitete später  als Experte in der Copyright-Abteilung der Library of Congress.

## Weitere Werke
- (Hrsg.) A manual of Æsopic fable literature first fascicule (with three facsimiles.). A first book of reference for the period ending A. D. 1500, Baltimore 1896, New York 1972, Genf 1974 (Romance and others studies 1)